# Possibly Maybe (canción)
«Possibly Maybe» es un sencillo lanzado en noviembre de 1996 por la cantante y compositora islandesa Björk. El mismo corresponde a Post, álbum lanzado el año anterior.

## Acerca de la canción
La canción Possibly Maybe fue escrita por Björk, Nellee Hoper y Marius De Vries; la producción estuvo a cargo de Björk y Nellee Hoper. Es la primera canción triste que lanzó Björk. Curiosamente el significado es la decadencia de su relación con Stéphane Sednaoui que es el director del video.

## Videoclip
En el videoclip Björk aparece en distintos lugares. Primero aparece en una imagen angelical con un vestido blanco y el sol detrás de ella. Después en una habitación moderna con luces ultravioleta. Luego sumergiéndose en una bañera o comiéndose una sandía.
Se lanzaron tres versiones de Possibly Maybe.

### Lista de canciones (CD 1)
1. «Possibly Maybe»
2. «Possibly Maybe» - Lucy Mix
3. «Possibly Maybe» - Calcutta Cyber Cafe Mix
4. «Possibly Maybe» - Dallas Austin Mix

## Segundo disco
Nombre: Possible Maybe.

Fecha de lanzamiento: noviembre de 1996.

Formato: CD.

### Lista de canciones (CD 2)
1. «Cover Me» - Dillinja Mix
2. «One Day» - Trevor Morais
3. «Possibly Maybe» - Calcutta Cyber Cafe Dub Mix
4. «I Miss You» - Photek Mix

## Tercer disco
Nombre: Possibly Maybe.

Fecha de lanzamiento: noviembre de 1996.

Formato: CD.

### Lista de canciones (CD 3)
1. «Big Time Sensuality» - Plaid
2. Vísur Vatnsenda-Rósu
3. «Possibly Maybe» - Live
4. «Hyperballad» - Over the Edge Mix Live